# Armin Weiß

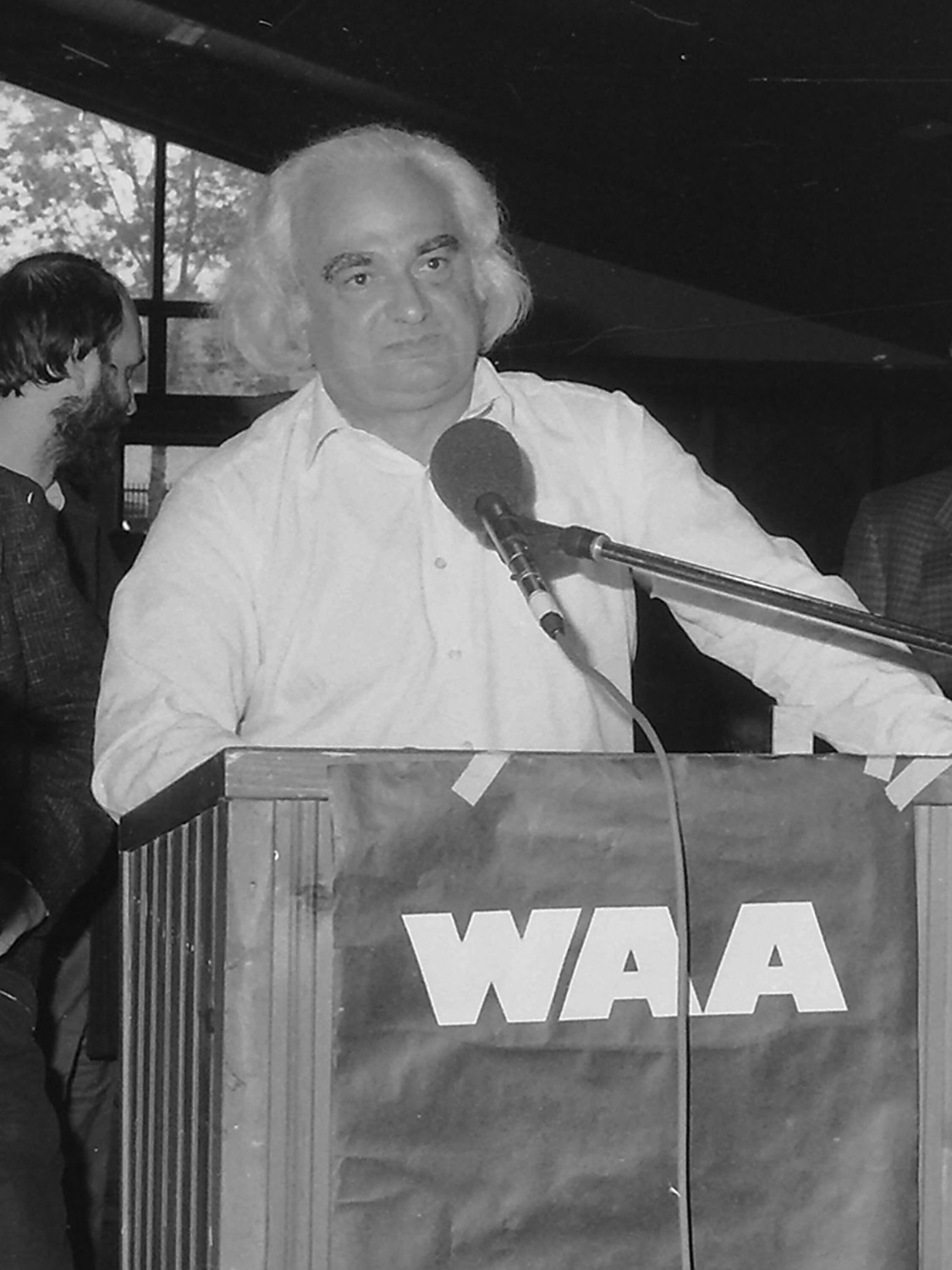
Armin Weiß, 1988

Armin Weiß (* 5. November 1927 in Stefling bei Regensburg; † 7. Dezember 2010 in München) war ein deutscher Chemiker, Aktivist und Politiker.

## Leben und Werk
Von 1947 bis 1951 studierte er an den Universitäten Regensburg, Würzburg und München Chemie. Als Schüler von Ulrich Hofmann wurde er 1953 an der Technischen Hochschule Darmstadt zum Thema Reaktionen im Inneren von Schichtkristallen promoviert.
Zwei Jahre später habilitierte er sich mit einem Beitrag über Cyanide der Übergangselemente. Nachdem Friedrich Seel als Extraordinarius für Anorganische und Analytische Würzburg verlassen hatte, war Armin Weiß um 1958 dort dessen kommissarischer Vertreter. 1961 folgte er einem Ruf als außerordentlicher Professor für Anorganische Chemie an die Universität Heidelberg. Von 1965 bis 1996 war er ordentlicher Professor am Institut für Anorganische Chemie der Ludwig-Maximilians-Universität München.
Er war von 1966 bis 1986 Herausgeber der Kolloid-Zeitschrift und Zeitschrift für Polymere. Von 1967 bis 1987 war er Präsident der Kolloid-Gesellschaft, von 1978 bis 1982 Vizepräsident der Association International pour l´ Étude des Argiles und von 1979 bis 1983 Vizepräsident der International Association of Colloid and Surface Scientists.
In der Öffentlichkeit wurde er durch seinen Einsatz gegen die Wiederaufarbeitungsanlage Wackersdorf bekannt. 1987 übernahm er die presserechtliche Verantwortung für das bayerische Anti-Wackersdorf-Magazin bzw. Anti-Atom-Magazin Radi Aktiv.
Er war von 1986 bis 1990 Mitglied des Bayerischen Landtags, in den er als Parteiloser über die Kandidatenliste der Grünen einzog. Für sein Lebenswerk erhielt er 2007 den Nuclear-Free Future Award.
Aus seinen wissenschaftlichen Arbeiten gingen ca. 360 Publikationen hervor. Armin Weiß war der Bruder von Alarich Weiss.

## Auszeichnungen
- 1981: Liebig-Denkmünze der Gesellschaft Deutscher Chemiker
- 1997: Thomas-Graham-Preis der Kolloid-Gesellschaft
- 2007: Nuclear-Free Future Award (Ehrenpreis für das Lebenswerk)[7]
- Preis für Verfahrenstechnik der Textilveredelung
- Doktor honoris causa Universität Budapest
- Ehrenmitglied der Spanischen Gesellschaft für Tone und Bodenminerale